# Malur cua de palla del Mallee
El malur cua de palla del Mallee (Stipiturus mallee) és un ocell de la família dels malúrids (Maluridae).

## Hàbitat i distribució
Habita el Mallee al sud d'Austràlia, a Nova Gal·les del Sud, nord-oest de Victòria i est d'Austràlia Meridional.